# NGC 5373
NGC 5373 é uma galáxia  localizada na direcção da constelação de Virgo. Possui uma declinação de +05° 15' 09" e uma ascensão recta de 13 horas, 57 minutos e 07,4 segundos.
A galáxia NGC 5373 foi descoberta em 8 de Maio de 1864 por Albert Marth.